# VLM Airlines
VLM Airlines N.V. (acronimo di  Vlaamse Luchttransportmaatschappij ) è stata una compagnia aerea regionale belga con sede ad Anversa in Belgio che operava servizi di linea, charter e conto terzi tramite contratti di wet lease. Interrotta nelle attività nel 2016 fu molto presto riformata per poi concludere definitivamente l'avventura due anni più tardi.

## Storia
Fondata nel febbraio 1992 VLM Airlines iniziò le attività nel maggio 1993 con l'inaugurazione di un servizio di linea tra Anversa e il City Airport di Londra. Inizialmente il fulcro della compagnia fu ad Anversa mentre negli anni successivi la base operativa principale si sarebbe spostata sul piccolo aeroporto "cittadino" londinese. La società utilizzava i robuti e versatili Fokker 50 di costruzione olandese.
Nel 2005 dichiarava l'ottavo anno consecutivo in utile con 604.500 passeggeri trasportati. All'epoca aveva 375 dipendenti. Nel 2007 registrò il nono anno consecutivo in utile per l'esercizio conclusosi il 31 dicembre 2006 con un totale di 3.2 milioni di Euro, un aumento del 143% rispetto all'anno precedente. Il fatturato era cresciuto del 12,5% a 99.6 milioni di Euro, mentre il numero di passeggeri del 9% a 681.751
Il 24 dicembre 2007 il binomio Air France-KLM annunciò di aver concluso un accordo per la piena acquisizione della società.. Comunque fosse nel febbraio 2008 VLM fu acquistata da Business City Direct dell'Irlanda. Il 28 maggio 2009, Air France-KLM annunciò che la società sarebbe stata progressivamente integrata nella CityJet a sua volta entrata a far del Gruppo franco-olandese. Nello stesso anno Skytrax assegnava un rating di 4 stelle.
Tra la fine del 2009 e l'inizio dell'anno successivo VLM fu integrata in CityJet e tutti i voli vennero commercializzati con tale marchio. Ma lil perigeo non era ancora terminato. Nel dicembre 2013 CityJet fu ceduta dal Gruppo Air France-KLM alla società d'Investimento tedesca INTRO Aviation GmbH e l'operazione fu completata nel maggio 2014. Nel novembre dello stesso anno VLM fu scorporata e ceduta ai dirigenti.
Riacquistata la piena indipendenza, VLM rientrò nel mercato dei voli di linea pur continuando ad operare servizi charter e per conto terzi dalle basi di Anversa, Friedrichshafen, Waterford e Rotterdam. Ma le cose non andavano bene come agli inizi. Il 13 maggio 2016 la società fece richiesta di protezione per rischio bancarotta, in quanto i debiti ammontavano a 6 milioni di Euro. La richiesta fu accolta dalle autorità belghe il 25 maggio successivo. Il 22 giugno 2016 l'azienda Airlines annunciava la bancarotta e sospendeva tutte le operazioni di volo.
Trascorsero alcune frenetiche settimane di riorganizzazione e per reperire nuovi capitali. Il 9 settembre VLM ("New VLM") fu rifondata ma la fase organizzativa durò molti mesi. Finalmente, nell'ottobre 2017 ripendevano i voli di linea con Airbus A320. Ma era ormai il canto del cigno: avendo perso contatto con il mercato e con la clientela più fedele le attività furono definitivamente interrotte il 31 agosto dell'anno seguente.

## Flotta
A novembre 2015 la flotta di VLM Airlines era composta dai seguenti aeromobili: